# Cixidia shoshone
Cixidia shoshone är en insektsart som först beskrevs av Ball 1933.  Cixidia shoshone ingår i släktet Cixidia och familjen vedstritar. Inga underarter finns listade i Catalogue of Life.